# 田代尚子
田代 尚子（たしろ なおこ、1966年5月10日 - ）は、フジテレビ元社員、元アナウンサー。本名、堀江 尚子（ほりえ なおこ）旧姓、田代。

## 略歴
福岡県三池郡高田町（現・みやま市）出身。
明光学園高校、上智大学外国語学部フランス語学科卒業後、1989年入社。
入社2年目で『FNNスーパータイム』の週末版キャスターへ抜擢されるなど、ほぼ一貫して報道・情報番組を担当した。1992年から1年間はFNNパリ支局に、1996年から2年間はFNNニューヨーク支局にも在籍している。一方、新人時代を除きバラエティ番組にはほとんど出演しなかったが、2008年1月の『アナ☆ログ』新春スペシャル以降は、不定期ながらバラエティにも出演。
2001年の元日に、リクルートの中古車情報誌『カーセンサー』の編集長、堀江史朗と結婚。2003年4月に産休に入り、同年11月に長女を出産。翌2004年10月に復帰し、主に週末深夜のニュースを担当した。
フジテレビで2022年1月から50歳以上の早期退職者を募集、田代もそれに応募しており、これに伴い同年3月31日をもって退職した。
現在は書道家として活躍している。

## エピソード
- 実家は老舗の酒店（造り酒屋）で、酒に関しては本人もかなりいけるクチだという。
- 2001年9月11日に発生したアメリカ同時多発テロ事件の際には、報道フロアから事件の第一報を伝えた。
- 2006年4月にニッポン放送から田代優美がフジテレビに転籍したことで、フジテレビには2人の「田代アナウンサー」が存在していた（その後、2011年6月末に田代優美は異動）。

## 過去の担当番組
報道番組など
- FNNスーパータイム（週末版、1990年10月 - 1992年3月。平日は安藤優子の代役、新人時代にはお天気を担当）
- FNN NEWSCOM（ピンチヒッター）
- FNN World Uplink（パリ担当キャスター、1992年4月 - 1993年3月）
- FNNスピーク（平日版、1993年4月 - 1996年3月／1998年10月 - 2000年3月。同僚の向坂樹興、堺正幸とキャスター）
- FNNニュース2:00
- 報道2001（司会、1998年4月 - 9月）
- チャンネルα（「チャンネルαニュース」担当）
- ニュースJAPAN（メインキャスター、2000年4月 - 2002年9月。同僚の小泉陽一と共演）
- F2-X（ニュースコーナー）
- F2スマイル（ニュースコーナー）
- FNNレインボー発・あすの天気（土・日曜日） - レギュラーの担当アナウンサーが出演できない場合のみ（2009年10月から1年間は土曜日のみレギュラーで担当、2006年10月 - 2014年6月）。
- ニュース&すぽると! - 土曜日深夜。「FNNニュース」のパートを担当、2006年10月 - 2014年6月。
- FNNニュース - 日曜日深夜、2006年10月 - 2014年6月。

その他
- FNSの日・FNSスーパースペシャル1億人のテレビ夢列島'89（第3回の提供読み）
- 晴れたらイイねッ!（「尚子の酒」のコーナー担当）
- メダマ!?ラジオ（2007年10月）
- アナ☆ログ
- 独占!金曜日の告白（ナレーション）
- 地球環境大賞2012　つなげていこう未来へ続けていこうできること（BSフジ、2012年7月14日）
- ゲームセンターCX（ナレーション）（武田祐子が産休中の時に代役で担当)
- 空旅をあなたへ-PREMIUM SKY-（ナレーション、2012年10月 - 2014年6月）

## 同期のアナウンサー
- 境鶴丸（2022年3月31日退職）
- 智田裕一（現：ニュース総局報道局経済部長兼解説委員）
- 野島卓（2022年3月31日退職）
- 木幡美子（大学の同級生、現：総務局次長兼CSR推進室部長）
- 佐藤里佳（2022年3月31日退職）